# Eriochilus tenuis
Eriochilus tenuis är en orkidéart som beskrevs av John Lindley. Eriochilus tenuis ingår i släktet Eriochilus och familjen orkidéer. Inga underarter finns listade i Catalogue of Life.